# لانگشلاگ
لانگشلاگ (به آلمانی: Langschlag) یک منطقهٔ مسکونی در اتریش است که در ناحیه تسوتل واقع شده‌است. لانگشلاگ ۶۰٫۹۹ کیلومتر مربع مساحت دارد ۷۶۵ متر بالاتر از سطح دریا واقع شده‌است.